# Cyanea pycnocarpa
Cyanea pycnocarpa là loài thực vật có hoa trong họ Hoa chuông. Loài này được (Hillebr.) E.Wimm. mô tả khoa học đầu tiên năm 1943.